# Serhij Dejneko
Serhij Vasylovyč Dejneko (in ucraino Сергій Васильович Дейнеко?; Birobidžan, 5 aprile 1975) è un generale e poliziotto ucraino, capo della Guardia di Frontiera dell'Ucraina (DPSU) dal giugno 2019 e membro del Quartier generale del comandante supremo dell'Ucraina.

## Biografia
Dejneko è nato il 5 aprile 1975 a Birobidžan, capoluogo dell'oblast' autonoma ebraica nell'allora RSFS russa.

### Carriera militare
Diplomandosi all'Accademia delle truppe di frontiera "Bohdan Chmel'nyc'kyj" nel settembre 1996, è entrato nelle unità di ricerca operativa degli organi statali di protezione delle frontiere ucraine. Durante il suo servizio, si è diplomato presso l'Istituto di intelligence militare presso l'Accademia di difesa nazionale dell'Ucraina nel 2001 e l'Università nazionale di Užhorod nel 2009.
Nel luglio 2011 è stato nominato comandante del 3º Distaccamento di frontiera, responsabile della regione di Luhans'k. A partire dal 2014, con lo scoppio della guerra del Donbass, sotto il colonnello Dejneko il 3º Distaccamento ha svolto il difficile compito di proteggere il confine con la Russia e proteggere la popolazione civile.
Per i meriti e l'esperienza maturata nel Donbass, Dejneko è stato elevato a vice comandante del Dipartimento orientale della guardia di frontiera nel agosto 2014 e poi trasferito al Dipartimento meridionale sempre come vice comandante nel settembre dello stesso anno. Nel novembre successivo è stato promosso a vice direttore del dipartimento operativo dell'amministrazione della DPSU.
Il 13 giugno 2019, Dejneko è stato nominato comandante in capo della guardia di frontiera, succedendo al generale Petro Cihikal, licenziato il 31 maggio.
Il 30 aprile 2020, per il Giorno delle guardie di frontiera, il presidente ucraino Volodymyr Zelens'kyj ha promosso Dejneko e il suo vice, Volodymyr Nikiforenko, al grado di maggior generale.

#### Invasione russa dell'Ucraina
A marzo e aprile 2021 ai confini dell'Ucraina è stata osservata una mobilitazione di oltre 100 000 soldati delle Forze armate russe. Come responsabile delle frontiere ucraine, il generale Dejneko ha cominciato ad analizzare dove un possibile attacco russo avrebbe potuto essere lanciato, indicando la zona di alienazione di Černobyl', per avanzare sulla capitale di Kiev dall'Ucraina settentrionale, e il Donbass, come supporto ai separatisti filo-russi nell'Ucraina orientale; nonostante le truppe russe si fossero radunate anche in Crimea, Dejneko non credeva che la Russia avrebbe invaso il paese da quella direzione, cosa che invece accadde. Sotto suo ordine, il DPSU ha iniziato ad evacuare tutta la documentazione riservata dei fascicoli personali e abitativi del personale da diverse città del paese.
A pochi giorni dall'inizio dell'invasione, il 19 febbraio il generale ha incontrato la sua controparte bielorussa, tenente generale Anatol' Lapo, per discutere della possibilità che le truppe russe avrebbero potuto attraversare il confine bielorusso per lanciare un'offensiva e di comunicare le sue preoccupazioni al presidente Aljaksandr Lukašenka. Lapo gli ha risposto che una tale evenienza era impossibile ma secondo Dejneko era chiaro che stesse mentendo. Due giorni dopo il generale ha informato tutti gli alti funzionari ucraini che ci sarebbe stata un'invasione.

Alle 3:40 ora locale del 24 febbraio le truppe russe sono entrate nel territorio ucraino. 20 minuti dopo Dejneko ha informato il ministro degli interni Denys Monastyrs'kyj dei primi scontri tra le guardie di frontiera ucraine e i soldati russi. Alle 5:17 il generale ha mandato un messaggio diretto al presidente Zelens'kyj allertandolo dell'invasione: 
Buongiorno, signor Presidente. Mi permetta di riferirle. Questa è un'offensiva militare su vasta scala da parte della Federazione Russa. Diversi posti di blocco sono stati colpiti. I sistemi missilistici Grad stanno sparando dal loro territorio. Si sentono aerei sorvolare la zona di Černobyl. I sistemi Grad stanno sparando anche dalla Crimea.
Le funzioni del DPSU sono state trasferite sotto la giurisdizione delle forze armate ucraine con l'inizio dell'invasione.
Il 4 febbraio 2023 il Ministero degli affari interni ha annunciato la creazione di 8 nuove brigate a partire da unità esistenti delle varie forze dell'ordine ucraine tra cui della Guardia di Frontiera, tramite un programma chiamato Guardia Offensiva. Nel corso del 2023 e 2024 sono state costituite quattro formazioni: la Brigata "Confine d'acciaio", la Brigata "Pomsta", la Brigata "Hart" e la Brigata "Forpost".
Il 30 aprile 2024, sempre per il Giorno delle guardie di frontiera, Zelens'kyj gli ha conferito il grado di tenente generale.

## Vita privata
Il generale è sposato con Tamara Dejneko. La coppia ha due figli, Ihor e Viktorija.